# Tipula (Lunatipula) ctenura
Tipula (Lunatipula) ctenura is een tweevleugelige uit de familie langpootmuggen (Tipulidae). De soort komt voor in het Palearctisch gebied.